# 背斑海豬魚
背斑海豬魚，為輻鰭魚綱鱸形目隆頭魚亞目隆頭魚科的其中一種，分布於東太平洋區，從墨西哥至秘魯海域，棲息深度0-10公尺，體長可達25.4公分，棲息在沿岸水淺、褐藻生長的岩石海域，屬肉食性，以棘皮動物、甲殼類、軟體動物等為食，生活習性不明。